# Artoria aculeata
Espèce
Artoria aculeata est une espèce d'araignées aranéomorphes de la famille des Lycosidae.

## Distribution
Cette espèce est endémique d'Australie. Elle se rencontre dans le Sud de l'Australie-Occidentale et de l'Australie-Méridionale.

## Description
Le mâle holotype mesure 4,17 mm et la femelle paratype 5,58 mm, les mâles mesurent de 3,88 à 4,17 mm et les femelles de 5,07 à 6,46 mm.

## Systématique et taxinomie
Cette espèce a été décrite par do Prado, Baptista et Framenau en 2024.

## Publication originale
- do Prado, Baptista & Framenau, 2024 : « Taxonomy of the wolf spider genus Artoria in Western Australia (Araneae, Lycosidae, Artoriinae). » Zootaxa, no 5547(1), p. 1-81.